# Rhinocapsus vanduzeei
Rhinocapsus vanduzeei är en insektsart som beskrevs av Philip Reese Uhler 1890. Rhinocapsus vanduzeei ingår i släktet Rhinocapsus och familjen ängsskinnbaggar. Inga underarter finns listade i Catalogue of Life.